# Domenico Montesano
Domenico Alfonso Emmanuele Montesano (Potenza, 22 dicembre 1863 – Salerno, 1º ottobre 1930) è stato un matematico italiano.
Esponente della Scuola italiana di geometria algebrica, è conosciuto per i suoi importanti contributi alla teoria delle trasformazioni cremoniane, nonché per i suoi lavori sulle congruenze lineari, sui complessi bilineari di coniche, sulle superfici razionali del 5º ordine e sulle curve gobbe algebriche.

## Biografia
Domenico Alfonso Emmanuele Montesano nacque a Potenza il 22 dicembre 1863 da Leonardo Antonio e dalla sua seconda moglie, Isabella Schiavone. Il giovane Domenico crebbe, insieme ai suoi otto fratelli, in una famiglia di antiche tradizioni ed intellettualmente vivace ma rigidamente educata dal padre. Questi, fervente liberale già componente del Governo provvisorio della Basilicata nel 1860, ricoprì per molti anni la presidenza del Consiglio dell’ordine degli avvocati di Potenza.
Due dei fratelli seguirono le orme paterne e divennero avvocati, altri due divennero medici e in particolare Giuseppe Ferruccio Montesano si affermerà come uno dei fondatori della psicologia e della psichiatria infantile in Italia. Domenico si rivolse invece allo studio della matematica e della geometria.
Compiuti gli studi elementari e medi nella sua città natale nel 1880 si iscrisse alla facoltà di matematica dell’Università di Roma, divenendo allievo di Luigi Cremona, Giuseppe Battaglini e Nicola Salvatore Dino.
Lo studente Montesano si mostrò particolarmente portato per la geometria e infatti, ancora al secondo anno, riusciva a formulare nuovi teoremi che sottoponeva al Dino il quale ne proponeva la dimostrazione agli allievi del primo anno. Avviato dallo stesso Dino agli studi di geometria algebrica secondo l’indirizzo cremoniano e non ancora laureato, scrisse una memoria Sulla corrispondenza reciproca fra due sistemi nello spazio (1884), nella quale riprese con metodo puramente sintetico le ricerche algebriche condotte da Georg Frobenius e Leopold Kronecker sulle forme bilineari, pervenendo alla classificazione delle reciprocità nello spazio ordinario.
Laureatosi nello stesso anno 1884 con una tesi Sui complessi di rette di secondo grado generati da due fasci proiettivi di complessi lineari, rimase per quattro anni all'Università di Roma come assistente.
Conseguita nel 1886 la libera docenza in geometria proiettiva fu incaricato dell'insegnamento di geometria superiore all’Università di Roma fino al 1889 quando, risultato vincitore di concorso, divenne professore straordinario di geometria proiettiva e descrittiva presso l’Università di Bologna. Nel 1893 passò, sempre a seguito di concorso, all’Università degli Studi di Napoli, prima come straordinario e poi, dal 1895, come professore ordinario.
A Napoli il 14 novembre 1891 sposò Elvira Imperatrice, dalla quale ebbe otto figli.
Nel 1905, scambiata la cattedra di geometria proiettiva con quella di geometria superiore, cominciò ad esporre a lezione le teorie frutto delle sue più recenti ricerche, contribuendo così a formare un gran numero di giovani matematici italiani e stranieri tra i quali si ricordano Antonio Giorgio Aprile, Clara Moffa, Gustavo Sannia, Antonino Tummarello, Virgil Snyder e Hilda Hudson.
Direttore del Gabinetto di geometria superiore dal 1911, nell’Anno Accademico 1912-1913 tenne per incarico anche l’insegnamento di matematiche superiori, inoltre fu per due volte preside della facoltà di scienze matematiche dell’Università di Napoli (Anni Accademici 1903-1904 e 1911-1912).
Socio (1901) e poi presidente (1921) della Reale Accademia delle scienze fisiche e matematiche di Napoli, socio dell’Accademia Pontaniana, del Circolo Matematico di Palermo, della Società italiana per il progresso delle scienze e della Mathesis, morì improvvisamente a Salerno il 1º ottobre del 1930.
Massone, fu membro della loggia Felsinea di Bologna, nello stesso periodo in cui Giosuè Carducci era segretario.

## Attività scientifica
L’attività di ricerca di Montesano si svolse per lo più nel campo della geometria e fu influenzata dai suoi maestri Battaglini, Dino e soprattutto Cremona, del cui metodo sintetico adottò in pieno i dettami e della cui scuola, fiorita a cavallo tra XIX e XX secolo, si può considerare l’ultimo esponente.
Le sue ricerche, a partire dagli esordi e fino agli anni della piena maturità, spaziarono in vari campi indagando le curve gobbe di ordine minimo (1886), la classificazione delle involuzioni dello spazio (1889-1893), i sistemi più semplici di coniche nello spazio ordinario (1892-1908), le superfici omaloidiche (1888-1901), le corrispondenze birazionali fra punti di due piani e di due spazi (1907-1926).
Tali studi costituirono poi la base di partenza di numerosi lavori di matematici europei e americani per buona parte del Novecento.

## Riconoscimenti
A ragione dei suoi grandi meriti scientifici, Domenico Montesano fu insignito delle onorificenze di commendatore della Corona d’Italia e di Cavaliere Ufficiale dei SS. Maurizio e Lazzaro.
Il Comune di Napoli gli ha intitolato la via nella quale ha sede il Dipartimento di Farmacia dell'Università degli Studi Federico II.

## Fondi archivistici
Una ricca raccolta di opuscoli (circa 3.440) a lui appartenuta è conservata presso la Biblioteca del Dipartimento di Matematica e Informatica dell’Università di Ferrara, grazie all’acquisizione dovuta alla matematica Margherita Beloch Piazzolla.
Il suo epistolario (160 documenti datati 1880-1930) è invece conservato presso la sede di Matematica della Biblioteca di Scienze dell'Università di Firenze, donato dal figlio Roberto. 
Il fondo riordinato dal personale della biblioteca, probabilmente fra gli Anni Settanta e Ottanta del Novecento, risulta suddiviso in 50 fascicoli nominativi.

## Opere
Elenco di opere selezionate:

### Monografie
- Lezioni di geometria proiettiva, Napoli, Cavaliere, 1889.
- Su la corrispondenza reciproca fra due sistemi dello spazio : ricerche scientifiche, Napoli, Stab. tip. V. Pesole, 1885.
- Su alcuni sistemi di cubiche gobbe : note, Napoli, tip. dell'Accademia Reale delle Scienze, 1886.
- Su i complessi di rette di secondo grado generati da due fasci proiettivi di complessi lineari ..., Napoli, tip. dell'Accademia Reale delle Scienze, 1886.
- Su un complesso di rette di 3. grado : nota, Potenza, Stab. C. Spera, 1892.
- Su le congruenze lineari di coniche nello spazio, Milano, tip. Bernardoni di C. Rebeschini, 1893.
- I complessi bilineari di coniche nello spazio, Napoli, tip. dell'Accademia Reale delle Scienze, 1913.

### Articoli
- Su alcuni complessi di rette Battaglini, in Rendiconto dell'Accademia delle Scienze Fisiche e Matematiche. Società Reale di Napoli, 1, vol. 25, n. 8, Napoli, Società nazionale di scienze lettere ed arti, 1886,  pp. 192-203.
- Su le trasformazioni involutorie dello spazio che determinano un complesso lineare di rette, in Atti della R. Accademia dei Lincei. Rendiconti, 4, vol. 4, Roma, R. Accademia dei Lincei, 1888,  pp. 207-211 e 277-282.
- Su alcuni gruppi chiusi di trasformazioni involutorie nel piano e nello spazio, in Atti del Reale Istituto veneto di scienze, lettere ed arti, 6, vol. 6, Venezia, Reale Istituto veneto di scienze, lettere ed arti, 1888,  pp. 1425-1444.
- Su le trasformazioni univoche dello spazio che determinano complessi quadratici di rette, in Rendiconti. Istituto Lombardo. Accademia di Scienze e Lettere, 2, vol. 25, Milano, [s.n.], 1891,  pp. 889-907.
- Su di un sistema lineare di coniche nello spazio, in Atti della Reale Accademia delle Scienze di Torino, vol. 27, Torino, Libreria Fratelli Bocca, 1892,  pp. 1053-1069.
- Su di un complesso di rette di terzo grado, in Memorie della Accademia delle scienze dell'Istituto di Bologna, 5, vol. 3, Bologna, Accademia delle scienze dell'Istituto di Bologna, 1893,  pp. 549-577.
- Su una classe di trasformazioni razionali ed involutorie dello spazio di genere arbitrario n e di grado 2n+1, in Giornale di Matematiche di Battaglini, vol. 31, Napoli, Pellerano B., Del Gaudio S., 1893,  pp. 36-50.
- I varii tipi di congruenze lineari di coniche dello spazio, in Rendiconto dell'Accademia delle Scienze Fisiche e Matematiche. Società Reale di Napoli, 3, vol. 1, Napoli, Società nazionale di scienze lettere ed arti, 1895,  pp. 93-110 e 155-181.
- Una estensione del problema della projettività a gruppi di complessi e di congruenze lineari di rette, in Annali di matematica pura e applicata, 3, vol. 1, Bologna, Zanichelli, 1898,  pp. 313-357.
- Su alcune superficie omaloidiche di 4º e 5º ordine prive di linee multiple, in Rendiconto dell'Accademia delle Scienze Fisiche e Matematiche. Società Reale di Napoli, 3, vol. 6, Napoli, Società nazionale di scienze lettere ed arti, 1900,  pp. 158-171.
- Le superficie omaloidiche di 5º ordine, in Rendiconto dell'Accademia delle Scienze Fisiche e Matematiche. Società Reale di Napoli, 3, vol. 7, Napoli, Società nazionale di scienze lettere ed arti, 1901,  pp. 67-106.
- Sui complessi bilineari di coniche nello spazio, in Guido Castelnuovo (a cura di), Atti del IV congresso internazionale dei matematici : Roma, 6-11 Aprile 1908, vol. 2, Roma, Tip. della R. Accademia dei Lincei, 1909,  pp. 231-233.
- I gruppi cremoniani di numeri, in Rendiconto dell'Accademia delle Scienze Fisiche e Matematiche. Società Reale di Napoli, 2, vol. 15, Napoli, Società nazionale di scienze lettere ed arti, 1911,  pp. 146-180.
- Su i quadri caratteristici delle corrispondenze birazionali piane, in Rendiconto dell'Accademia delle Scienze Fisiche e Matematiche. Società Reale di Napoli, 3, vol. 21, Napoli, Società nazionale di scienze lettere ed arti, 1915,  pp. 30-38, 69-79, 113-119.
- Su la teoria delle congruenze lineari di coniche nello spazio, in Rendiconto dell'Accademia delle Scienze Fisiche e Matematiche. Società Reale di Napoli, 3, vol. 26, Napoli, Società nazionale di scienze lettere ed arti, 1920,  pp. 60-68.
- Su alcuni tipi di corrispondenze cremoniane spaziali collegati alle corrispondenze birazionali piane di ordine, in Rendiconto dell'Accademia delle Scienze Fisiche e Matematiche. Società Reale di Napoli, 3, vol. 27, Napoli, Società nazionale di scienze lettere ed arti, 1921,  pp. 164-175.
- Principio di estensione nella teoria delle corrispondenze birazionali dello spazio, in Rendiconto dell'Accademia delle Scienze Fisiche e Matematiche. Società Reale di Napoli, 3, vol. 27, Napoli, Società nazionale di scienze lettere ed arti, 1921,  pp. 116-127.
- Su la teoria generale delle corrispondenze birazionali fra i punti dello spazio, in Rendiconto dell'Accademia delle Scienze Fisiche e Matematiche. Società Reale di Napoli, 3, vol. 32, Napoli, Società nazionale di scienze lettere ed arti, 1926,  pp. 93-96.
- Le iperomografie dello spazio con indici eguali, in Atti. Accademia delle Scienze Fisiche e Matematiche. Società Reale di Napoli, 2, vol. 18, n. 2, Napoli, [s.n.], 1930.